# Angol keringő

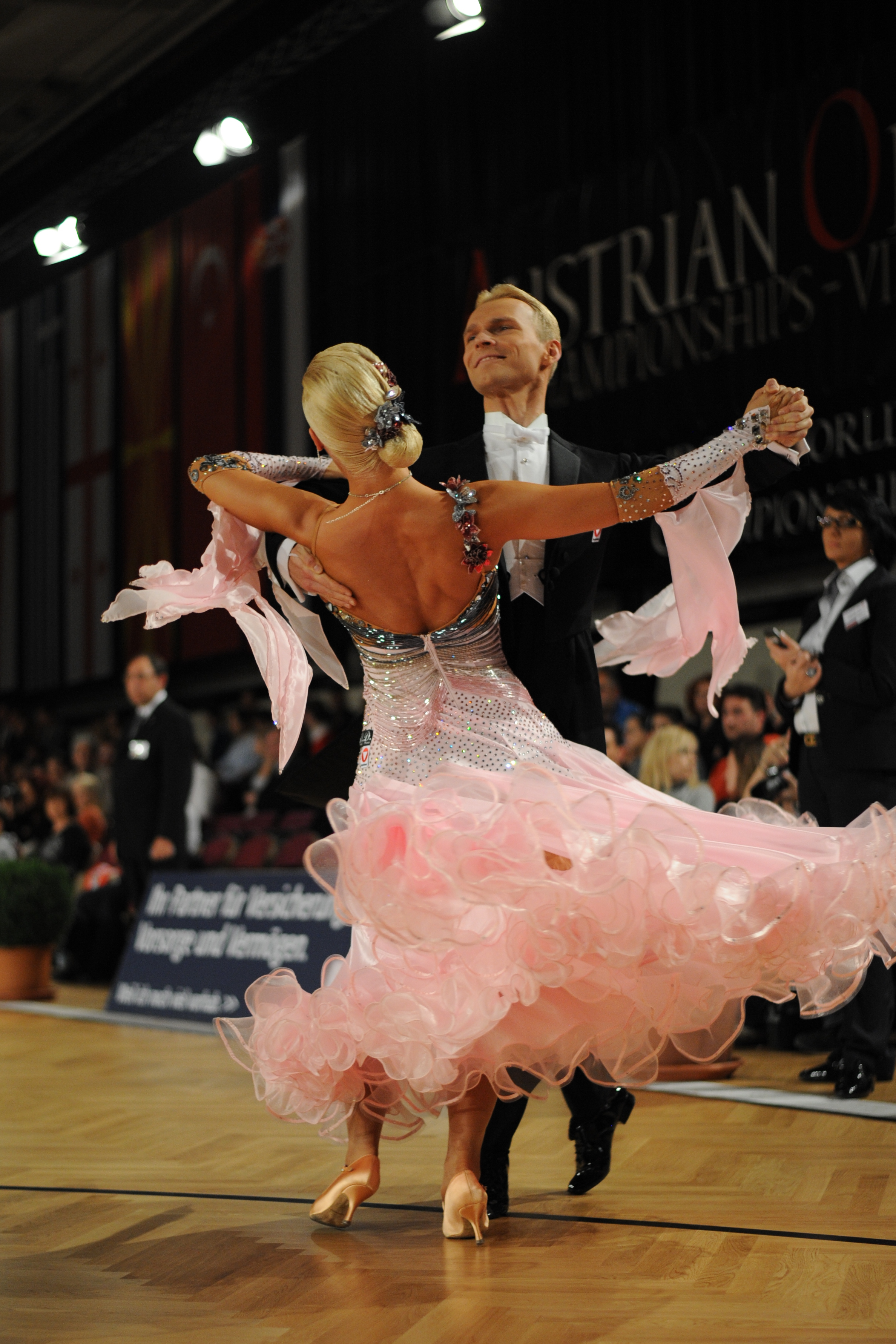

Az angol keringő a boszton nevű, Amerikában kialakult táncból fejlődött ki kb. az 1920-as évek elején a bécsi keringő utódjaként. Korábbi angol elnevezése (slow waltz – „lassú keringő”) is arra utal, hogy tulajdonképpen a bécsi keringő lelassításaként keletkezett. Az angol waltz kifejezés a német Walzerből eredeztethető, amely a bécsi keringő kialakulásakor nyert főnévi formát a walzen (forogni) ige átalakításaként. A Habsburg Birodalomban kialakult ekvivalensével szemben azonban itt a kerek mozdulatok mellett már egyenes mozgást is tapasztalhatunk.
Az angol keringőt származási helye alapján nevezték el, ugyanis az angolok a bécsi változatot ebben az időszakban és korábban is túlságosan közelinek, erotikusnak gondolták. Először az 1922-es világbajnokságon táncolták, de elnevezésére még csak 1929-ben került sor. A tánc a boszton és a slowfox stílusában kezdett formálódni. Kezdetben előretörekvő versenytánc volt, azonban később a fordulásokból az ütemek végét már összezárt lábak jellemezték.  Szerkezete átlós jelleget kapott, mert a teljes fordulatok bonyolultnak tűntek, s a jobbra, ill. balra fordulásoknál csak háromnegyedet fordultak. A teljes táncformát az angol koreográfusok és tánctanárok alakították ki megközelítőleg mai formájára, amelyet az Imperial Society is elfogadott.
Az angol keringő a táncversenyek első programjaként szerepel; zenéje szentimentalista, érzéki vonásokat ébreszt, s ritmikusan lendülő mozgásaival a legharmonikusabb standard tánccá alakult. Táncos jellege a lassú és egyenletesen lendülő, térben haladó fordulómozgásokban nyilvánul meg, melyek törésmentesen uralják a táncparkettet. Emellett jellegzetessége még az emelkedések és süllyedések megformálása és az ezek közötti átmenetek hangsúlyozása.
Zenéjére az első ütem hangsúlya jellemző, lassan áradó, harmonikus forma és 3/4-es ütem jellemző. Tudásszinttől függően 29-32 ütem/perc a tempója, versenyeken azonban kötelezően 30 ütemet kell besűríteni egyetlen percbe.